# TAIGA
TAIGA (англ. Tunka Advanced Instrument for cosmic rays and Gamma Astronomy, Тункинський передовий комплекс для вивчення космічних променів і гамма-астрономії) — російський експеримент з вимірюванням параметрів широких атмосферних злив, що утворюються при взаємодії космічних променів або високоенергетичних гамма-променів з атмосферою. Комплекс розташований поблизу південного краю озера Байкал у Республіці Бурятії на астрофізичному полігоні в Тункинській долині. Він складається з кількох установок, які вимірюють різні компоненти широких атмосферних злив. В результаті вимірювань за допомогою цих детекторів можна відновити напрямок приходу, енергію та тип космічних променів. Точність вимірів підвищується завдяки комбінації різних систем реєстрації.
Основна мета дослідження — пошук відповіді на питання про походження космічних променів в діапазоні енергій від 1014 до 1018 еВ. Тункинський експеримент проводить вимірювання в тому ж діапазоні енергій, що і експеримент KASCADE-Grande, розташований у Технологічному інституті Карлсруе, а також детектор космічних променів IceTop (на основі Ice Cube) на Південному полюсі.

## Історія
Вивчення широких атмосферних злив на Астрофізичному полігоні Тункинської долини почалося в середині 1990-х років. Перша установка складалася з 4 детекторів атмосферного черенковського випромінювання, а 1995 року були отримані перші результати. У 1999 році установку було розширено до 13 детекторів, а в 2000—2003 роках дані збиралися вже установкою з 25 детекторів.
У 2009 році було запущено нову установку, Tunka-133, що складається зі 133 детекторів, розташованих на площі близько 1 км². У 2011 році ця установка була розширена на 6 кластерів, по 7 детекторів у кожному.
Починаючи з 2012 року, були встановлені й інші системи детекторів — Tunka-Rex і Tunka-HiSCORE. У 2014 було закінчено будівництво сцинтиляційної установки Tunka-GRANDE, а в 2015 розпочалися роботи над атмосферним черенковським гамма-телескопом Tunka-IACT.
Завдяки новим приладам, сфера досліджень експерименту значно розширилася. В даний момент вона включає й гамма-астрономію.

## Tunka-133

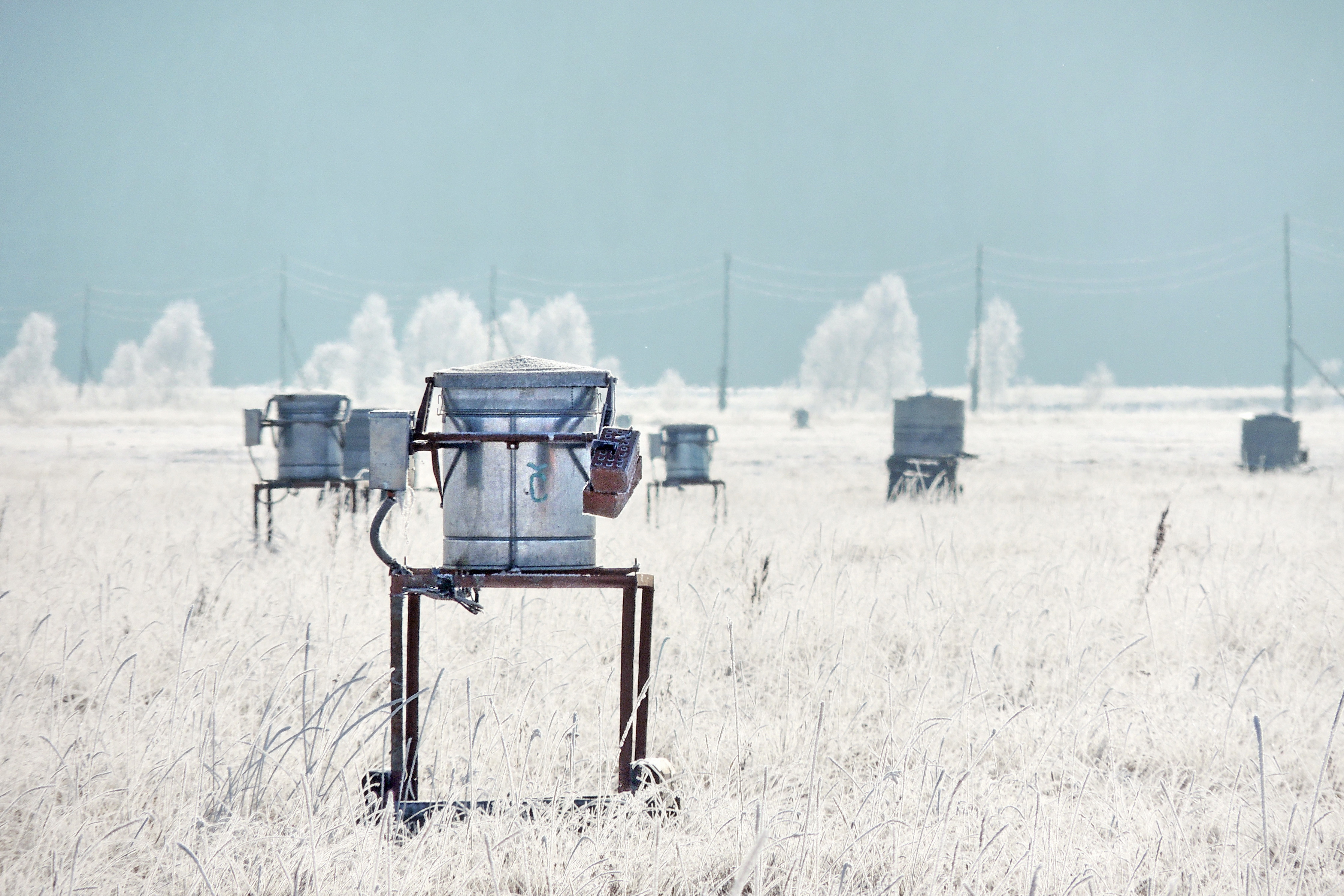
Один із детекторів установки Tunka-133

Tunka-133 — це перша установка експерименту TAIGA. Вона складається зі 133 основних фотоелектронних помножувачів, розташованих на площі 1 км², та 42 додаткових помножувачів на відстані 1 км від центру установки. Помножувачі вимірюють черенковське випромінювання від широких атмосферних злив під час ясних та безмісячних ночей. Установкою були вимірювані енергетичний спектр і масовий склад космічних променів в діапазоні від 1016 до 1018 еВ.

## Tunka-Rex

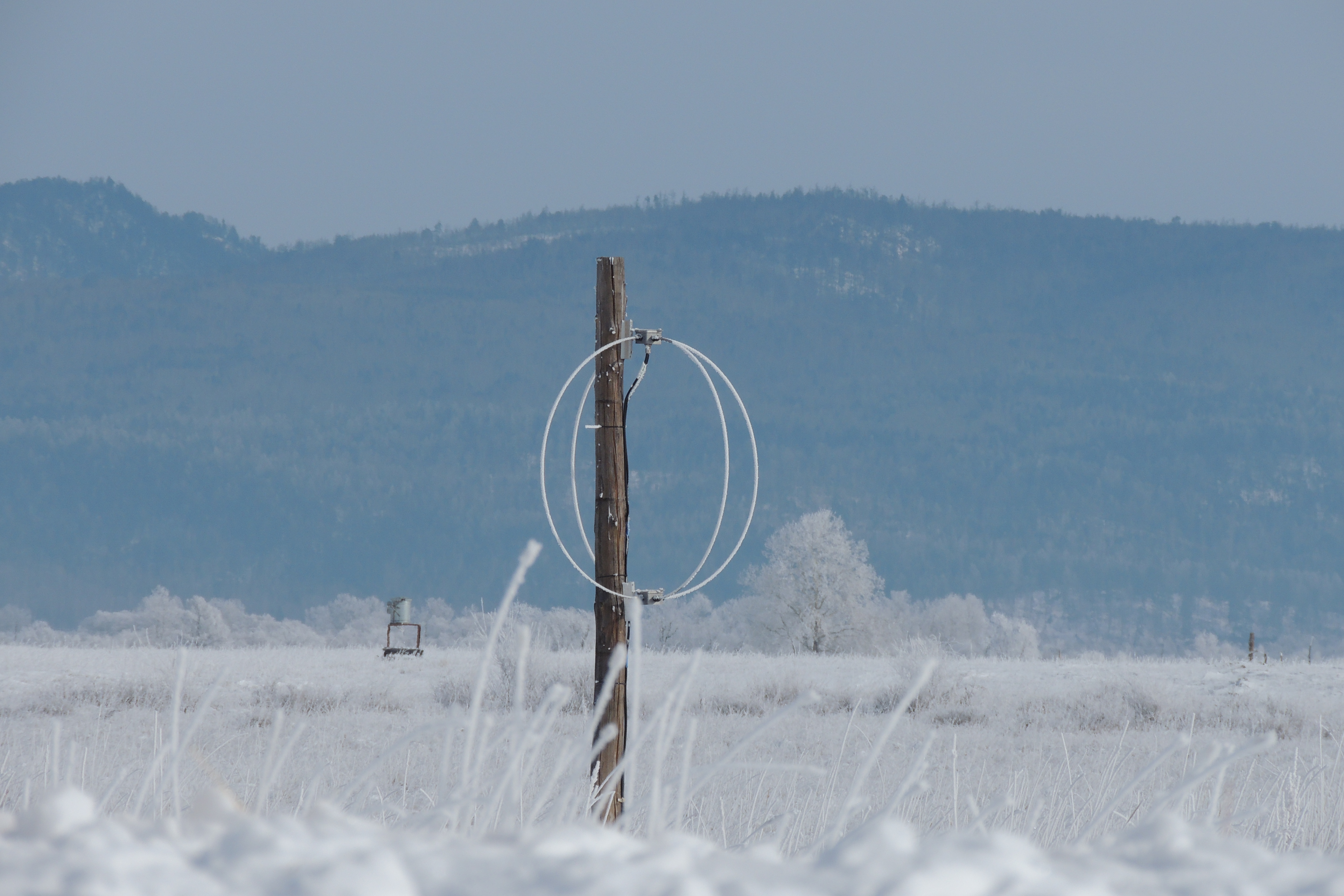
Антена установки Tunka-Rex

У 2012 році було встановлено 18 антен установки Tunka-Rex. До 2016 року їхня кількість зросла до 63. Розташування антен також відповідає кластерній системі установки Tunka-133. Антени реєструють радіовипромінювання від широких атмосферних злив, яке генерується завдяки геомагнітному ефекту та ефекту Аскар'яна.
У ході порівняння отриманих даних з даними установки Tunka-133 було показано, що радіовимірювання космічних променів має ту ж точність вимірювання енергії космічних променів, що й у випадку черенковського випромінювання. Також, на відміну від установки Tunka-133, яка може проводити вимірювання тільки в безмісячні та безхмарні ночі, установка Tunka-Rex може проводити вимірювання у будь-який час дня та ночі.

## Tunka-Grande

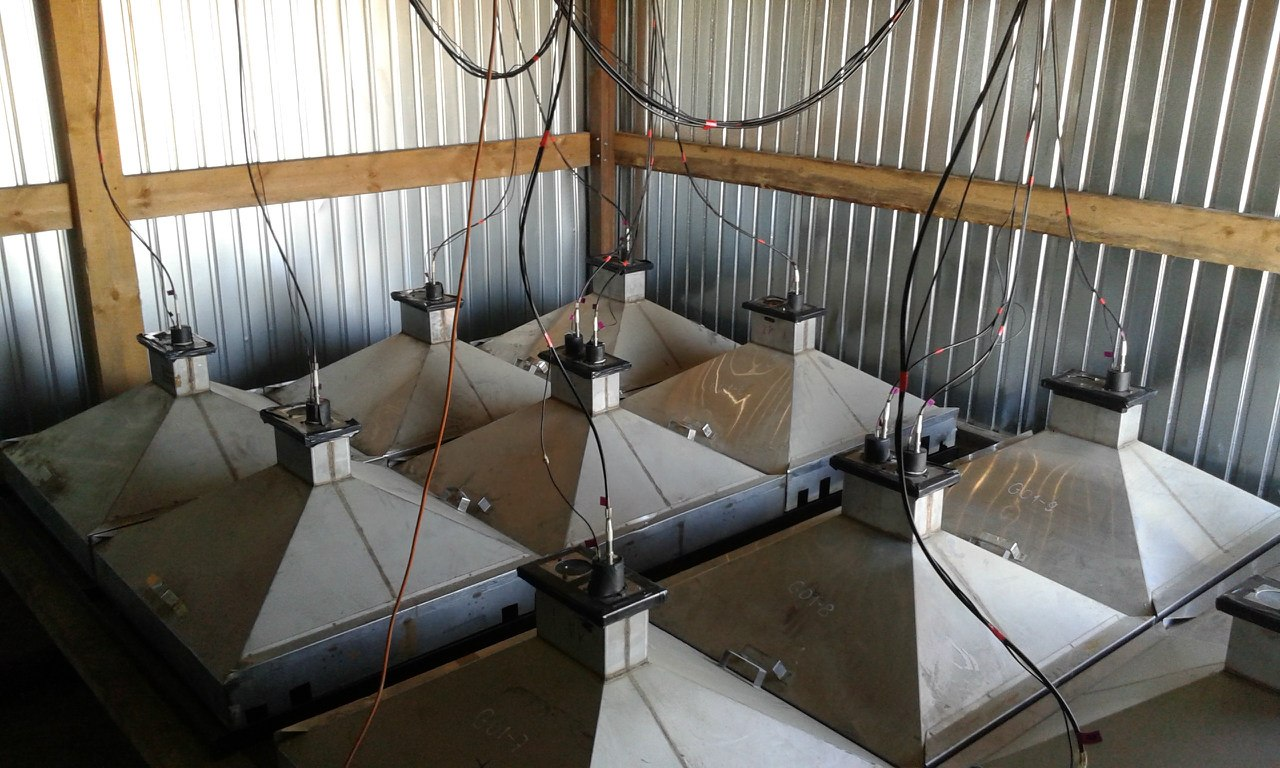
Внутрішня частина установки Tunka-Grande

Установка Tunka-Grande складається із 380 сцинтиляційних лічильників із площею 0,64 м² кожен. Лічильники розміщені у 19 станціях. Станції мають наземну частину, в якій розташовано по 12 лічильників, та підземну частину, в якій розташовано 8 лічильників. Загальна площа установки становить близько 0,8 км².
Ці станції вимірюють частинки космічних променів поблизу землі, зокрема електрони та мюони.
Всі станції Tunka-Grande розташовані поблизу детекторів Tunka-133. Вони працюють одночасно з антенами установки Tunka-Rex, оскільки поєднання обох методів може підвищити точність визначення складу космічних променів.

## Tunka-HiSCORE

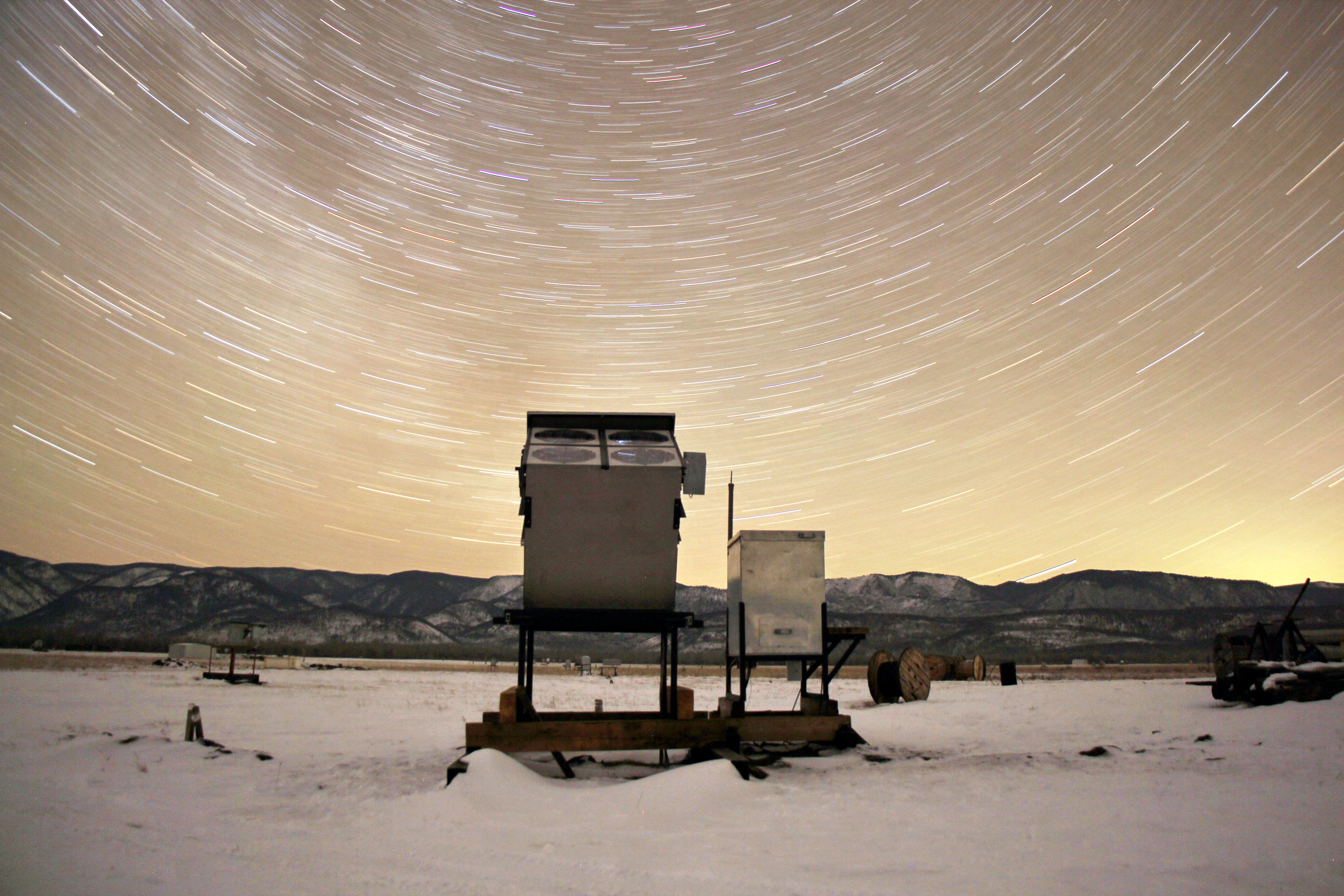
Один із детекторів установки Tunka-HiSCORE

Tunka-HiSCORE використовує той самий принцип реєстрації широких атмосферних злив, що й Tunka-133, але має чутливіші оптичні модулі з нижчим порогом реєстрації. Висока точність синхронізації підвищує кутову роздільну здатність реєстрації широких атмосферних злив. Це дозволяє вимірювання гамма-променів в слабко охопленому іншими методами діапазоні енергій понад 30 ТеВ і космічних променів з енергіями від 100 ТеВ до 1 ЕеВ.
Перший прототип станції HiSCORE було встановлено у 2012 році. До 2014 року кількість станцій було збільшено до 28, а площа покриття чклала 0,25 км². У 2018 році кількість станцій збільшилась до 47, а площа — до 0.4 км2.

## TAIGA-IACT

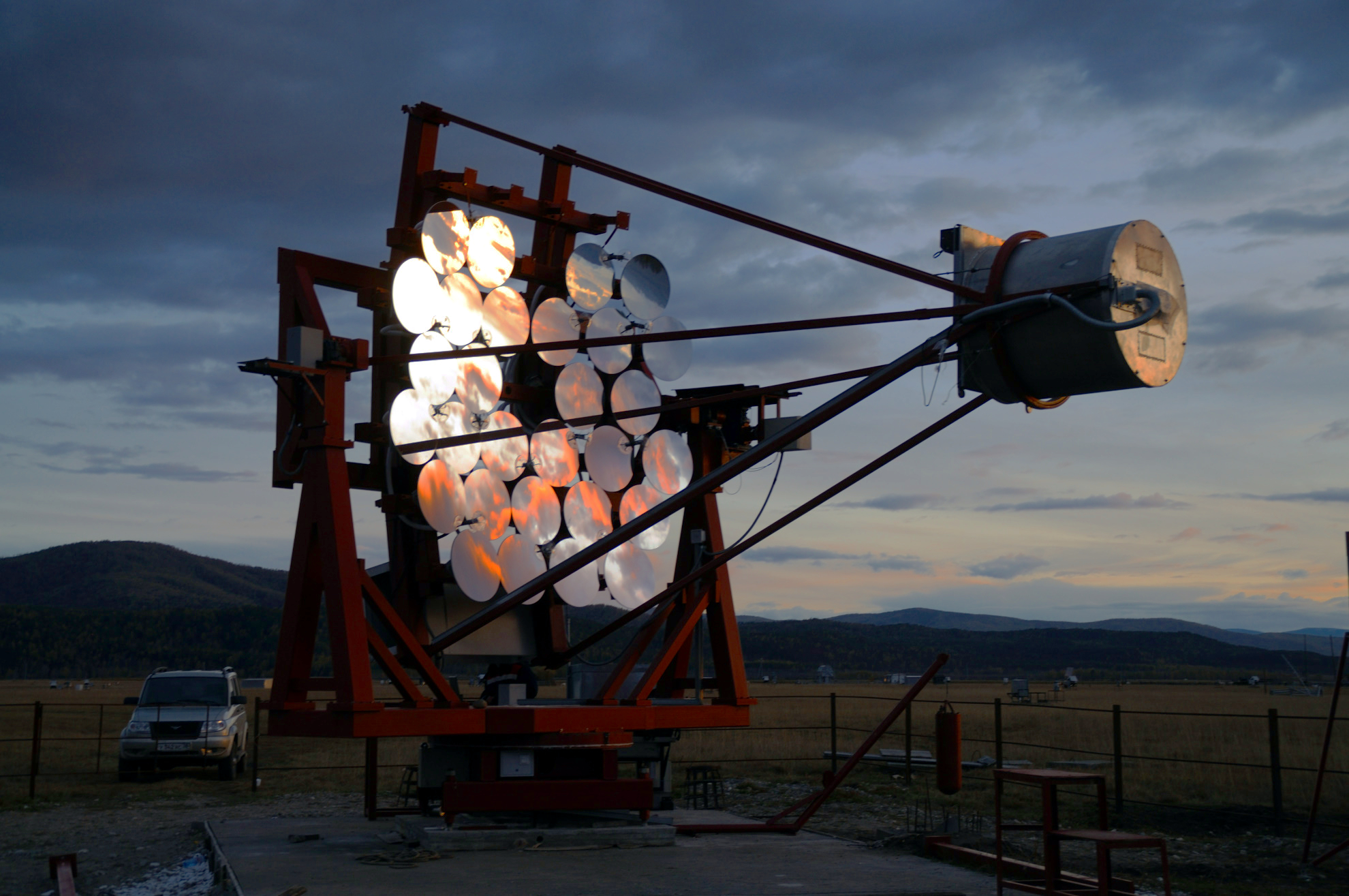
Телескоп TAIGA-IACT

Телескоп складається із встановлених на альт-азимутальному монтуванні сегментованого відбивача та камери з фотопомножувачів. Відбивач має конструкцію Девіса-Коттона з фокусною відстанню близько 5 м і складається з 34 круглих сегментів діаметром 60 см кожний. Камера має 574 пікселі, у кожному з яких знаходиться фотопомножувач з конусом Вінстона. Розмір кожного пікселя — 30 мм.
Tunka-IACT складатиметься з кількох атмосферних черенковських телескопів і використовуватиме той самий принцип, що експерименти MAGIC, H.E.S.S., VERITAS та Масив черенковських телескопів. Перший із телескопів був побудований у 2016 році.